# Медаль «Ветеран уголовно-исполнительной системы»
Меда́ль «Ветера́н уголо́вно-исполни́тельной систе́мы» — ведомственная медаль Министерства юстиции Российской Федерации, учреждённая приказом Министерства юстиции Российской Федерации № 80 от 7 марта 2000 года. Упразднена Приказом Минюста РФ от 16 октября 2007 г. № 201 «О внесении изменений в приказ Министерства юстиции Российской Федерации от 29 апреля 2002 г. № 120»

## Правила награждения
Согласно Положению медалью «Ветеран уголовно-исполнительной системы» награждались:
- сотрудники уголовно-исполнительной системы Министерства юстиции Российской Федерации, безупречно прослужившие 25 и более календарных лет и награждённые медалями за выслугу лет I, II и III степени;
- лица, перешедшие из других федеральных органов исполнительной власти и иных органов в уголовно-исполнительную систему Министерства юстиции Российской Федерации, имеющие стаж военной службы или службы в федеральных органах исполнительной власти и иных органах, где предусмотрено присвоение специальных званий, 25 и более лет в календарном исчислении, награждённые медалями за выслугу лет I, II и III степени и отслужившие в уголовно-исполнительной системе не менее 5 лет.

Повторное награждение медалью «Ветеран уголовно-исполнительной системы» не производилось.

## Правила ношения
Медаль «Ветеран уголовно-исполнительной системы» носится на левой стороне груди и располагается после медали «В память 125-летия уголовно-исполнительной системы России» (до 29 мая 2002 года — серебряной медали «За укрепление уголовно-исполнительной системы», до 20 ноября 2003 года — медали «В память 200-летия Минюста России»).

## Описание медали
Медаль «Ветеран уголовно-исполнительной системы» изготавливалась из оксидированного посеребрённого нейзильбера. Она имеет форму правильного круга диаметром 32 мм, окаймлённого с двух сторон сплошным лавровым венком, перевитым вверху лентой. На лицевой стороне медали, в центре, помещена эмблема уголовно-исполнительной системы Министерства юстиции Российской Федерации. На оборотной стороне медали, в центре, надпись «Ветеран уголовно-исполнительной системы». Все изображения и надписи на медали выпуклые.
Медаль при помощи ушка и кольца соединяется с пятиугольной колодкой, обтянутой красной шёлковой муаровой лентой шириной 24 мм с одной синей полоской посередине ленты шириной 7 мм и жёлтыми полосками по краям ленты шириной 1,5 мм каждая, отстоящими от края ленты на 1 мм. Колодка с медалью при помощи булавки крепится к одежде.